# The Muppets Studio
The Muppets Studio, LLC (anteriormente como The Muppets Holding Company, LLC) é uma subsidiária de entretenimento da propriedade da Disney Parks, Experiences and Products, formada em 14 de fevereiro de 2004 depois que a The Walt Disney Company adquiriu os direitos dos personagens The Muppets e Bear in the Big Blue House da The Jim Henson Company.

## Antecedentes
No final da década de 80, Jim Henson estava em negociações com a Disney para vender a Jim Henson Company para a Walt Disney Company. Em agosto de 1989, os dois anunciaram oficialmente um acordo para a Disney comprar a Jim Henson Productions por US $ 150 milhões. O acordo caiu vários meses após a morte de Jim Henson em 1990.

## Histórico

### Muppets Holding Company
Michael Eisner, ainda interessado nas propriedades do Muppet, reabriu as negociações com os Hensons e anunciou a compra dos ativos The Muppets e Bear in the Big Blue House da The Jim Henson Company por $75 milhões em 17 de fevereiro de 2004. A adquiridas os ativos dos personagens Muppets foram então colocados na The Muppets Holding Company com Chris Curtin como gerente geral da Disney Consumer Products. Uma das primeiras aparições que os Muppets fizeram após a compra foi no especial de televisão The Nick and Jessica Variety Hour em abril de 2004, estrelado por Nick Lachey e Jessica Simpson.
Um novo site foi lançado em novembro de 2004 e os Muppets fizeram uma aparição no episódio de Natal de 2004 do Saturday Night Live.
A primeira produção dos Muppets no sob controle total da Disney, The Muppets' Wizard of Oz, entrou em produção imediatamente e foi ao ar na ABC em maio de 2005, foi o último filme a ser co-produzida pela The Jim Henson Company.
Em 30 de julho de 2005, Animal e Pepe the King Prawn fizeram aparições no The X Games em 11 pré-visualização do All Access no ESPN2.
A primeira aparição de Bear sob o controle da Disney foi no reality show, Breakfast With Bear em 2005.
A turnê do cinquentenário de Kermit, Kermit's World Tour foi planejada com mudanças de liderança feitas poucos dias antes do início da turnê.  A turnê fez suas três paradas iniciais antes de ser cancelada: Kermit, Texas;  Johnson Space Center tour;  e bolo com The Rockettesno Radio City Music Hall, Nova York. Após a saída de Eisner da Disney, o novo CEO, Bob Iger removeu o chefe da Muppets Holding Company e vários membros seniores da equipe escolhidos a dedo por Eisner. The Muppets Holding Company foi então formada com a Baby Einstein (antes de ser adquirida pela Kids II, Inc. em 2013) sob o vice-presidente sênior e gerente geral R. Russell Hampton, Jr.
A ABC em outubro de 2005, encomendou America's Next Muppet, um roteiro e cinco esboços de roteiro, mas a ABC estava relutante em dar luz verde para America's Next Muppet, O novo gerente geral da Muppet Holding Company, em vez disso, licenciou os Muppets para a TF1 na França, para produzir a Muppets TV em setembro de 2006.

### The Muppets Studio
Em 2006, a Muppets Holding Company foi transferida da unidade Disney Consumer Products para The Walt Disney Studios, com os executivos do estúdio passando a supervisão, a unidade foi colocada no grupo de eventos especiais. Nesse mesmo ano, a Disney contratou a Puppet Heap para reconstruir, manter e criar personagens fantoches para o The Muppets Studio. Em abril de 2007, a Muppets Holding Company mudou seu nome para The Muppets Studio sob a nova liderança da SVP do Grupo de Eventos Especiais Lylle Breier.
Em 2008, o The Muppets Studio iniciou um acordo de licenciamento com a F.A.O. Schwarz para criar uma boutique com o tema Muppets, onde os clientes podem criar seus próprios Muppets. Em 2013, a Disney Theatrical Productions revelou que um show baseado em The Muppets estava em desenvolvimento ativo e que um show de 15 minutos foi conduzido por Thomas Schumacher para ver como os componentes técnicos funcionariam.
A empresa foi transferida em 2014 para a unidade de novas mídias da Disney, Disney Consumer Products and Interactive Media, especificamente DCPI Labs. Em 3 de abril de 2015, uma série de curtas chamada Muppets Moments estreou no Disney Junior, a série apresenta conversas entre os Muppets e crianças pequenas.  Em abril, Bill Prady foi contratado para escrever um roteiro para um novo piloto dos Muppets com o título da série The Muppets, que recebeu sinal verde da ABC, e funcionou por uma temporada.
A Disney Consumer Products and Interactive Media tornou-se parte da Disney Parks, Experiences and Products em uma reorganização da empresa em março de 2018.  Naquele mesmo mês, a série Muppet Babies estreou no Disney Junior, um reboot da série original de mesmo nome de 1984. Um relançamento da franquia Muppets foi planejado em fevereiro de 2018 para o então sem nome serviço de streaming da Disney programado para ser lançado em 2019. Logo, duas séries estavam em desenvolvimento para o serviço de streaming Disney+, a série curta improvisada Muppets Now e Muppets Live Another Day. Live Another Day foi de Adam Horowitz, Eddy Kitsis e Josh Gad, e foi planejado como uma série de oito episódios que retrataria eventos ocorrendo após The Muppets Take Manhattan. A série estava no ABC Signature com um pedido piloto quando a vice-presidente do The Muppets Studio, Debbie McClellan, partiu e seu substituto, o vice-presidente sênior da Disney Parks Live Entertainment, David Lightbody, queria uma abordagem diferente ao projeto. Não querendo abandonar meses de trabalho e seu conceito, o trio criativo abandonou o projeto. O Muppets Now continuou o desenvolvimento e estreou no serviço de streaming em 31 de julho de 2020.

## Projetos
- The Muppets' Wizard of Oz (2005)[9]
- Best of the Muppets CD (2005)
- Statler and Waldorf: From the Balcony (2005–2006)
- Muppets Ahoy!, show de palco em Disney Wonder em 2005.
- The Muppet Show, Lançamentos de DVD das temporadas 1-3 (2005, 2007 e 2008) (as temporadas 4 e 5 ainda não foram lançadas).
- The Muppets: A Green and Red Christmas CD (2006)
- Before You Leap (2006)
- Muppet Mobile Lab (2006–presente), Figuras audioanimatrônicas em parques temáticos da Disney
- Muppet TV (2006) na TF1, um programa francês de uma hora de duração com os Muppets dirige uma estação de TV semelhante ao segmento de televisão The Jim Henson Hour da MuppeTelevison[16]
- Studio DC: Almost Live, 2 especiais, 3 de agosto de 2008 e outubro de 2008, especial do Disney Channel com os Muppets e estrelas do Disney Channel: Miley Cyrus, Ashley Tisdale e Jonas Brothers[5][26]
- A Muppets Christmas: Letters to Santa (2008)
- esquetes especiais em alguns DVDs da ABC ("Desperate Housepigs" no DVD "Desperate Housewives")[5]
- Vídeos do Muppet no YouTube (2008–2018)[5]
- The Muppets Kitchen with Cat Cora (2010)
- The Muppets (2011)
- Lady Gaga and the Muppets' Holiday Spectacular, 2013[27]
- Muppisodes (2013–2014) online[28]
- Muppets Most Wanted (2014)
- Disney Drive-On with the Muppets (1 de agosto de 2014) 6 episódios do Disney Movies Anywhere[29]
- Muppet Moments série de curtas (2015), foi exibido pelo Disney Junior[14]
- The Muppets (2015–2016), foi exibido pelo ABC[30]
- The Muppets Present...Great Moments in American History (2016–2020), Show ao vivo no Magic Kingdom[31]
- Muppet Babies (2018–2022) foi exibido pelo Disney Junior[32]
- Muppets Now (2020) foi exibido pelo Disney+[33]
- Muppets Haunted Mansion[34] (2021) Disney+
- The Muppets Mayhem[35] (2023) Disney+